# 阿什頓 (內布拉斯加州)
阿什頓（英語：Ashton）是位於美國內布拉斯加州謝爾曼縣的村。

## 人口
根據2020年美國人口普查的數據，阿什頓的面積為1.53平方千米，皆為陸地。當地共有人口198人，而人口密度為每平方千米129人。